# Emanoil Ciomac
Emanoil Ciomac (n. 2 februarie 1890, Botoșani – d. 13 iunie 1962, București) a fost un jurist, scriitor, poet, eseist, cronicar, critic muzical și muzicolog român.
A studiat la Colegiul Național „A.T. Laurian” din Botoșani (1901-1906) și a făcut studiile muzicale la Conservatorul din Iași și la Conservatorul de Muzică din Leipzig. În capitala Franței a studiat la Facultatea de Drept și a obținut doctoratul la Sorbona, deși nu a profesat niciodată în domeniu.
A fost profesor la Conservatorul Pro-Arte (1936-1939) și director al Filarmonicii George Enescu din București (1945-1947).
A tradus libretul operei Oedip de George Enescu, traducere pe care compozitorul o considera singura valabilă.
În anul 1914 s-a căsătorit cu pianista Muza Ghermani Ciomac.

## Distincții
- Ordinul Meritul Cultural, în gradul de Cavaler cl. II, pentru litere (1 februarie 1943)[3]